# Fylgia amazonica
Fylgia amazonica är en trollsländeart. Fylgia amazonica ingår som enda art i släktet Fylgia och familjen segeltrollsländor. IUCN kategoriserar arten globalt som livskraftig.

## Underarter
Arten delas in i följande underarter:
- F. a. amazonica
- F. a. lychnitina